# Chaumont-sur-Tharonne
Chaumont-sur-Tharonne – miejscowość i gmina we Francji, w Regionie Centralnym, w departamencie Loir-et-Cher.
Według danych z 1990 r. gminę zamieszkiwało 901 osób, a gęstość zaludnienia wynosiła 12 osób/km² (wśród 1842 gmin Regionu Centralnego Chaumont-sur-Tharonne plasuje się na 442. miejscu pod względem liczby ludności, natomiast pod względem powierzchni na miejscu 15.).